# Patrullero clase Swift 105
Los Patrulleros Clase Swift 105, son patrulleros de costa construidos en los Estados Unidos por el astillero Swiftships Inc., de la ciudad de  Morgan City, Louisiana.
Las dos armadas que lo operan, la Armada de Colombia y la Armada de Irak, los emplean para patrullar las zonas costeras de los mares territoriales, así como su zona económica exclusiva, además de ser usados en la lucha contra el narcotráfico en el caso de Colombia.

## Historia
En 1989 el gobierno de Colombia mostró interés en adquirir 2 patrulleros de costa y abrió licitaciones. Estaba interesado en los patrulleros Clase Serviola, construidos por la empresa Navantia, pero por razones de orden político las negociaciones para su adquisición fracasaron.[cita requerida]
El astillero Swift.inc presentó el swift de 105 y de 110, el gobierno finalmente compró 4 unidades, dos de cada tipo, y las destinó al Pacífico colombiano.
Recientemente, el gobierno de Irak adquiere 11 naves de la clase para la defensa de su litoral costero, las cuales no difieren mucho de las naves en servicio con la armada colombiana.

## Buques de la clase
- Armada de la República de Colombia

- PM-102 Rafael del Castillo y Rada.
- PM-105 TECIM Jaime E. Cárdenas Gómez.

- Armada de Irak

- P-301
- P-302
- P-303
- P-304
- P-305
- P-306
- P-307
- P-308
- P-309
- P-310
- P-311
- P-312